# Jacques Nicolas Fleuriot de La Fleuriais
Jacques Nicolas Fleuriot de La Fleuriais (30 de octubre de 1738-20 de octubre de 1824) fue un militar francés que participó de la Guerra de la Vendée.

## Biografía
Inicialmente soldado de caballería del ejército real francés, llegó ser a capitán en 1780, caballero de la Orden de San Luis e intendente de los guardias del rey en 1785. 
Cuando la Guerra de la Vendée estalló en marzo de 1793 se incorporó a los rebeldes, llegando a ser segundo de Charles de Bonchamps. Tras la muerte de aquel lucharía bajo las órdenes de Jean-Nicolas Stofflet y participaría del Giro de la Galerna. A finales de este último capítulo, después que Stofflet y Henri de La Rochejaquelein cruzaron el Loira en Ancenis pero la ruta rápidamente fue cortada por barcazas republicanas. Sin sus líderes, los rebeldes recurrieron a Fleuriot y el príncipe de Talmont, combatiendo en la batalla de Savenay (23 de diciembre). Fleuriot consiguió escapar a la posterior matanza y se unió a François de Charette. 
Dejó las armas tras la firma del Tratado de La Jaunaye, el 17 de febrero de 1795. Se retiraría a la vida privada hasta su muerte en 1824.